# Юдифь (картина Джорджоне)
«Юдифь» (итал. Giuditta) — единственная находящаяся в России картина, единодушно атрибутируемая в качестве произведения венецианского живописца Джорджоне. Хранится в Государственном Эрмитаже, куда она поступила в 1772 году из парижского собрания Луи Антуана Кроза, барона Тьера.

## Провенанс
Коллекция Кроза, умершего в 1770 году, была создана дядей барона Тьера, банкиром Пьером Кроза. Переговоры российского правительства по поводу приобретения собрания с наследниками Кроза проходили по инициативе посланника Д. А. Голицына и при участии Дидро. Свидетельств о работе Джорджоне над «Юдифью» не сохранилось, свои произведения художник не подписывал, поэтому картина атрибутируется ему исключительно по стилистическим соображениям, «имеющим в своей основе критерий качества» (П. П. Муратов). Как можно прочитать в Британской энциклопедии, «Юдифь» воплощает тот же идеал безмятежной красоты, что и «Спящая Венера». Несмотря на чинимое ею насилие, ветхозаветная героиня трактована скорее как античная богиня, чем как мститель от лица угнетённого народа. В старину «Юдифь» считалась работой Рафаэля.
Впервые каталог коллекции Пьера Кроза был издан в Париже в 1729 году с текстом Пьер-Жана Мариетта. Гравюра в зеркальном отображении с картины «Юдифь», выполненная Туанетт (Антуаннетт) Ларше (фр. Antoinette Larcher, род. 1695), была размещена в первом томе каталога. Судя по ней, картина была несколько шире. Комментарий Мариетта — первое письменное упоминание «Юдифи». По его сообщению, картина в собрание Кроза поступила от М. Фореста, который, в свою очередь, приобрёл её у коллекционера Бертена. Так как Бертен умер в 1711 году, вероятно, что «Юдифь» появилась в коллекции Кроза уже в начале восемнадцатого века. В каталоге также упоминается, что помимо гравюры Ларше существовала гравюра анонимного художника, подписанная инициалами L. Sa. Этой гравюре почти полностью соответствует современный облик картины. Гравюра была создана во второй половине XVII века в Амстердаме, то есть задолго до Т. Ларше, и опубликована Абрахамом Блутелингом (ум. 1676). Кроме того, известен рисунок из коллекции профессора Ван Регтерен Альтена (Амстердам), выполненный бистром и точно следующий оригиналу. Он подписан: «J. De Bisschop Fecit Na Raphael» (Я. де Бисхоп рисовал по Рафаэлю). Голландский художник Ян де Бисхоп во время своего путешествия по Италии в 1650-е годы делал зарисовки с картин итальянских художников. Эти источники дают представление о состоянии картины в конце XVII — начале XVIII века, до того, как она вошла в собрание Кроза.

## Сюжет
Одно из многочисленных произведений изобразительного искусства на тему истории Юдифи и Олоферна. Согласно книге «Иудифь», полководец Олоферн, командующий армией Навуходоносора, выполняя его повеление «свершить … отмщение всей земле», прошёл Месопотамию, разрушил все её города, выжег все посевы и перебил мужчин. Олоферн осадил небольшой город Ветилую, где жила молодая вдова Юдифь. Женщина пробралась в лагерь ассирийцев и соблазнила Олоферна. Когда полководец заснул, Юдифь отсекла ему голову. «Потому что красота её пленила душу его, — меч прошел по шее его!». Войско, оставшееся без руководителя, не смогло противостоять жителям Ветилуи и было рассеяно. Юдифь в качестве трофея получила шатёр Олоферна и всю его утварь и вступила в Ветилую как триумфатор. 

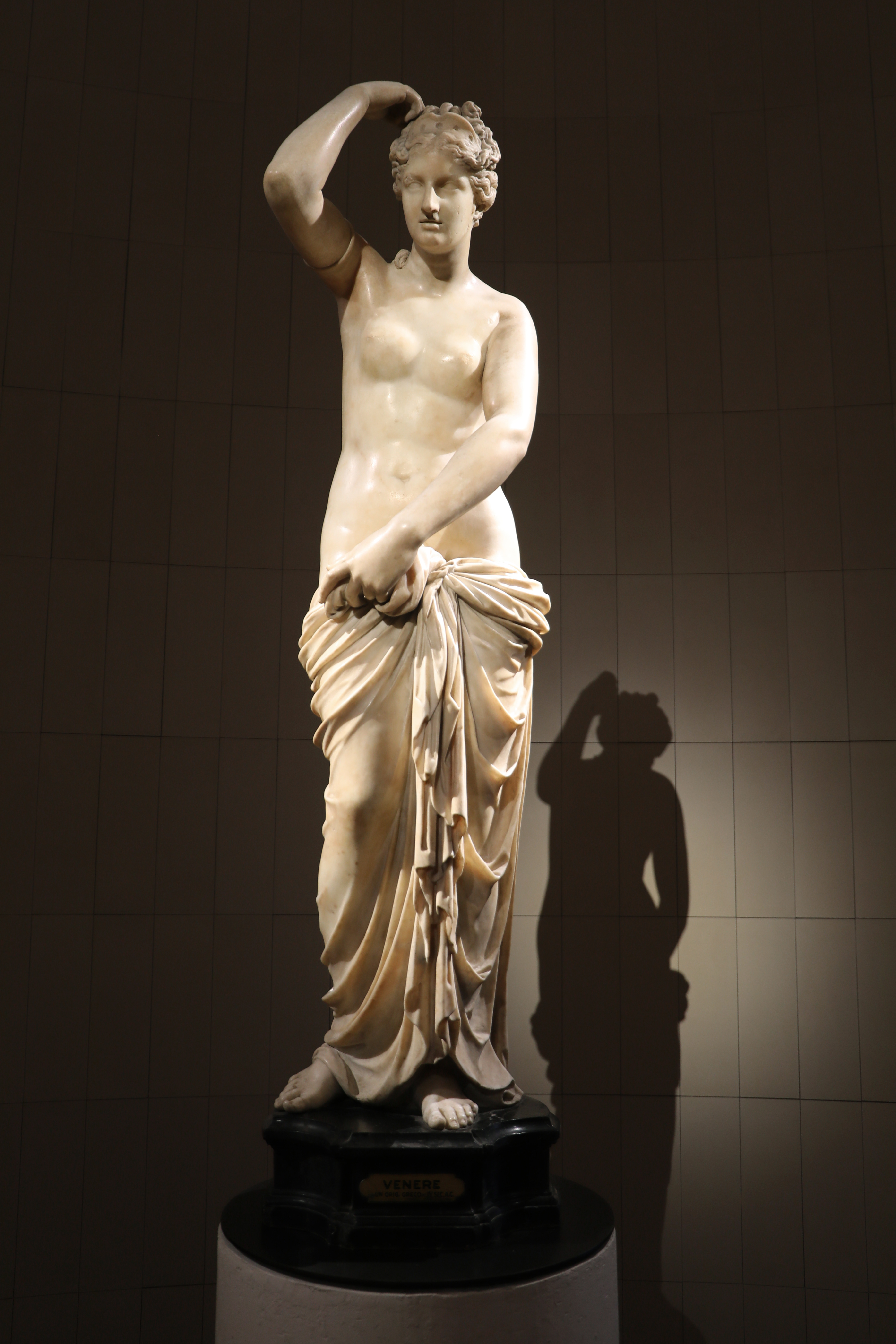
Античная «Венера Урания»

Выбрав момент, когда убийство уже было совершено, Джорджоне, в отличие от многих художников, обращавшихся к этому библейскому сюжету, создал удивительно умиротворённую картину. Юдифь, держа в правой руке меч, опирается на невысокий парапет. Её левая нога покоится на голове Олоферна. За спиной Юдифи развёртывается гармоничный пейзаж.

## Художественные особенности
Интересно почти полное пропадание цвета предметов в сильных светах — явление достаточно редкое для живописи той эпохи. Джорджоне, играя на контрасте холодных светов и тёплых теней, сближает разноокрашенные предметы (тело Юдифи и её платье, написанное мареной), свет, как и контур всей фигуры, словно льётся «объединяющий, нивелирующий предметы и цвета». Возможно, что эффект был усилен естественным выцветанием со временем красок.

## Реставрация
Картина была написана на створке для шкафа (в конце XV — начале XVI века в Италии было принято украшать подобным образом мебель) Во Франции на рубеже XVII — XVIII веков с картины был удалён тёмный лак, прописана выцветшая живопись, по бокам доски были добавлены деревянные приставки (каждая по 12 см). В каталоге картин Кроза (1755) размер «Юдифи» был указан уже с надставками — 144 х 86 см. с изображением ещё одного дерева справа и пейзажа слева.
Контуры трав и камней, из которых сложена стена, были обведены золотом. В конце XVIII — начале XIX века в Эрмитаже картину покрыли тонированным жёлтым лаком, чтобы придать ей так называемый «галерейный» тон. Кроме того, этой операцией пытались скрыть ранние неудачные реставрации. Подлинная авторская живопись, скрытая наслоениями, потеряла объемность, эффекты световоздушной среды.
В 1807 году картину предполагалось перевести с дерева на холст. Реставратор Перонар, которому поручено было провести операцию, обнаружил, что картина была надставлена. Он получил распоряжение убрать надставки, однако в каталоге Ф. Лабенского (1838) размер «Юдифи» был указан снова с ними. Дополнения к доске-основе были удалены в период между 1838 и 1863 годами — в каталоге 1863 года картина указана уже с современными размерами. Её перевод на холст произвёл в 1893 году реставратор Эрмитажа А. Сидоров. По бокам полотна, согласно гравюре XVII века с картины, были добавлены приставки в 1,5-2 см с живописью на тон светлее.
В 1967 году была начата предварительная подготовка к серьёзной реставрации «Юдифи» — предварительные исследования живописного слоя подтверждали её срочность. На первом этапе изучались старинные гравюры, сделанные с картины в разные годы. Нидерландские гравюра и рисунок XVII века показали, как выглядела картина до внесённых в неё изменений.
Были сделаны многочисленные снимки картины в отраженной ультрафиолетовой люминесценции, инфракрасных лучах, выполнены макрофотографии и рентгенограммы, проведены исследования под бинокулярным микроскопом. В некоторых местах полотна рука Джорджоне была закрыта шестью слоями мастиковок и прописок, каждый слой был отделён лаком. В ходе исследований было установлено, что авторская живопись сохранилась достаточно хорошо, поэтому можно было снять слои лака и реставрационные прописки, чтобы раскрыть её. К декабрю 1967 года всё было готово для проведения работ по расчистке от поздних наслоений, однако, едва начатые, они были остановлены по требованию ряда известных художников, опасавшихся, что реставрация нанесёт произведению Джорджоне непоправимый ущерб.
Собственно реставрация началась в 1969 году. Работу вела реставратор высшей квалификации А. М. Малова. Общее руководство осуществлял руководитель мастерской реставрации станковой живописи А. В. Брянцев и эксперты из Москвы и Ленинграда. Картина была расчищена от жёлтого лака, нескольких слоёв поздних записей поэтапно. Лак удалялся ватно-марлевым тампоном, смоченным в специальном составе, прописка — скальпелем под микроскопом. В день открывалось от 2 до 6 квадратных сантиметров картины. Для сохранения авторской живописи на ней оставлялся тонкий слой старого лака. Неожиданностью оказался подлинный колорит картины, скрытый под жёлтым лаком. После реставрации открылись городская башня и холмы на дальнем плане, ажурная листва дерева за спиной Юдифи, травы, цветы и камни площадки, выписанные Джорджоне с величайшей точностью. Были обнаружены отпечатки пальцев художника на небе справа, на стене и платье. Реставрация картины закончилась в 1971 году.